# Goldkopf
Der Goldkopf ist ein 323,3 m ü. NHN hoher Berg im Odenwald südöstlich von Weinheim. Auf dem Gipfel wurde im Jahr 1982 eine Hütte errichtet, von der sich ein guter Ausblick auf Weinheim und die Rheinebene bietet.